# Garner Lake
Garner Lake är en sjö i Kanada.   Den ligger i provinsen Alberta, i den centrala delen av landet, 2 700 km väster om huvudstaden Ottawa. Garner Lake ligger 600 meter över havet. Arean är 8,2 kvadratkilometer. Den sträcker sig 4,4 kilometer i nord-sydlig riktning, och 4,2 kilometer i öst-västlig riktning.
Trakten runt Garner Lake består till största delen av jordbruksmark. Trakten runt Garner Lake är nära nog obefolkad, med mindre än två invånare per kvadratkilometer.